# Песнь о Лии
«Песнь о Лии» (англ. A Song for Lya) — фантастическая повесть американского писателя Джорджа Мартина, входит в цикл «Тысяча миров». Повесть победила в номинации лучшая повесть премия Hugo за 1975 год. Номинирована премией Nebula в том же году. На русском языке переиздавалась четыре раза с 1996 года; переводчик — Н. Магнат.

## Сюжет
Двум молодым телепатам, Роббу и Лии (Лианне), предстоит выполнить тайную и важную миссию на далекой планете. Их волнует вопрос, почему все большее количество земных колонистов начинает исповедовать местную экзотичную религию, вызывающую у большинства землян отвращение. Сакральными существами для инопланетного культа выступают желеобразные слизняки-паразиты, присасывающиеся к черепу «новообращенного» и в буквальном смысле выпивающие из него все соки.